# Verwaltungsberater
Verwaltungsberater sind Intermediäre zwischen Verwaltung und Bürgern bzw. Unternehmen. Sie erleichtern den Zugang zu Verwaltungsleistungen und kanalisieren die Kommunikation und Transaktion mit der Verwaltung. Die Komplexität in Organisation und Ablauf wird vom Verwaltungsberater zusammengefasst und für den Kunden bedarfsgerecht aufbereitet. Dabei sind organisatorisch und fachlich unterschiedliche Modelle umgesetzt.
Typische Beispiele für Berater sind Steuerberater, Rentenberater, Schuldenberater, Architekt oder Rechtsanwalt. Bei den verschiedenen Modellen wird deutlich, dass nicht alle Berater ausschließlich mit der Verwaltung beschäftigt sind. Vielmehr orientieren sich viele auf fachlich abgegrenzte Schwerpunkte und ein breites Dienstleistungsspektrum. Dies erleichtert die Wissensaufbereitung und spezifische Beratung in einem Fachkontext. In diesem Sinne bedienen die Verwaltungsberater die Kunden teilweise im Sinne des Lebenslagenprinzips. Offen bleiben Ansätze für übergreifende Beratungsaktivitäten, da diese bisher nicht organisierbar und umsetzbar sind. Die verschiedenen Berater sind zum Teil in Dachverbänden organisiert.
Als besondere Ausprägung der Verwaltungsberater können dabei die Rechtsanwälte gelten. Sie ermöglichen den Kunden eine rechtliche Einzelfallberatung und rechtliche Vertretung. Der Schwerpunkt liegt demnach in der Darstellung der rechtlichen individuellen Situation. Allerdings ist nicht für jede Beratung eine individuelle kundenspezifische Analyse und Beratung notwendig. Andere Verwaltungsberater konzentrieren sich auf die Kommunikation und Transaktion mit der Verwaltung im Sinne einer Verfahrensabwicklung.
Verwaltungsberater können unterschiedlich rechtlich und organisatorisch ausgestaltet sein. Dies betrifft insbesondere das Innen- und Außenverhältnis. Beispiele für die unterschiedliche Positionierung sind Front-Offices, Serviceeinrichtungen, Kooperationen und externe Berater. In der Praxis finden sich hierfür vom Bürgerbüro bis zum privaten Berater alle Formen. Eine klare Unterscheidung ist anhand der Trägerschaft möglich. Hierbei wird unterschieden in öffentlich, privat und gemeinschaftlich. Bei der öffentlichen Trägerschaft ist der Verwaltungsberater an die Weisungen und Richtlinien der Verwaltung gebunden. Bei der privaten Trägerschaft tritt der Verwaltungsberater als professioneller Kunde gegenüber der Verwaltung auf. In diesem Fall besteht ein Auftragsverhältnis zwischen Verwaltungsberater und Kunde. Gemeinschaftliche Trägerschaften sind selten, da eine Vielzahl an rechtlichen Problemstellungen, Koordinationen und Kooperationen geklärt sein müssen.
Verwaltungsberater nutzen für die Beratung und Abwicklung verschiedene Systeme. Dazu gehören insbesondere Portale, Kollaborationsplattformen und Assistenzsysteme. Diese Themen sind in Kombination mit einem einheitlichen Auftritt eng mit Ansätzen zum One-Stop-Government verbunden.
Der Ablauf für eine Beratung mit der Verwaltung gestaltet sich in folgende Phasen:
- Kundenaufnahme
- Beratung
- Antragsaufnahme
- Transaktion mit Verwaltung
- Kontrolle des Verfahrensablaufes
- Übergabe Verwaltungsleistung
- Abrechnung

Bei der Kundenaufnahme wird der Kunde identifiziert und mit seinen Daten aufgenommen. Weiterhin wird der Fachkontext für die Problemstellung erfasst und bei Bedarf weitere Verwaltungsberater hinzugezogen. Darüber hinaus wird das rechtliche Verhältnis und der Leistungsumfang für Beratung und Transaktion definiert. Im Anschluss erfolgt die Beratung und Hilfestellung. Daran anschließend kann der Verwaltungsberater die Fallinformationen für die Beantragung der Leistungen aufnehmen und die Kommunikation mit der Verwaltung aufnehmen. Während der Phase der Bearbeitung der Verwaltungsleistung durch die zuständige Behörde hat der Verwaltungsberater auch den Ablauf zu kontrollieren und bei Bedarf nachzufragen. Die Transaktion wird durch die Bereitstellung bzw. Übergabe der Verwaltungsleistung und die Abrechnung beendet.